# Les Jakovasaures
Les Jakovasaures (Jakovasaurs, en version originale) est le quatrième épisode de la troisième saison de la série animée South Park, ainsi que le 35e épisode de l'émission.

## Synopsis
Cartman découvre un Jakovasaure femelle, puis un mâle. Si l'espèce est sauvée, il n'en va pas de même pour la tranquillité de South Park qui veut se débarrasser de ces créatures bruyantes et stupides.

## Mort deKenny
Un ours déboule et l'emporte alors qu'il s'était déguisé en cerf.